# Пети, Рене
Ренато Пети де Ори (фр. Renato Petit de Ory; 8 октября 1899 год, Дакс, Франция — 14 октября 1989 год, Фуэнтеррабия, Страна Басков, Испания), более известный как Рене Пети (фр. René Petit) — французский и испанский футболист, играл на позициях полузащитника и нападающего. Трёх сезонов и двадцати девяти матчей в футболке мадридского «Реала» оказалось достаточно, чтобы Рене Пети вошёл в историю великого клуба в качестве его первой большой звезды. В Испании с его именем связывается переход от архаического и анархического, примитивного футбола, к современному, командному и комбинационному. При непосредственном влиянии Пети впервые в испанском футболе были упорядочены позиции игроков на поле и налажено взаимодействие линий. В составе национальной сборной Франции достиг полуфинальной стадии олимпийского футбольного турнира 1920 в Антверпене.

## Биография
Детство уроженца французского Дакса (что можно расценивать как случайность, поскольку его мать, испанка по происхождению, прибыла туда на кратковременный период для лечения термальными водами) прошло в испанской провинции Гипускоа, в городах Ирун и Фуэнтеррабиа. Ирун был конечным пунктом железнодорожной сети, над которой работал его отец, главный инженер Компании железных дорог в Северной Испании (Compañía de Ferrocarriles del Norte de España); именно работа Пети-старшего и привела обеспеченную французскую семью в Страну Басков. В 12 лет Рене переехал в Мадрид для получения образования в престижной школе Эль Пилар (El Colegio Nuestra Señora del Pilar), где уже проходил обучение его старший брат Жан (Хуан). Там же Рене не без влияния брата и начал играть в футбол. В 1913 году Жан и Рене обратили на себя внимание мадридского «Реала» и вскоре пополнили состав его резервной команды.

## «Реал Мадрид»
За основную команду «Реала» Рене Пети дебютировал в 1914 году, в пятнадцатилетнем возрасте, став таким образом одним из самых молодых футболистов, игравших в официальных матчах за главную команду королевского клуба. Сезон 1914/15 стал настоящим прорывом для Рене, сразу же зарекомендовавшего себя прекрасным футболистом. Более того — юный Пети демонстрировал развитые не по годам качества лидера и нестандартный подход к игре, более творческий, более раскованный, так что довольно скоро стал центральной фигурой в команде. Которая уже с дебютного для Пети сезона начала выстраиваться вокруг него. Умная, основанная на исключительном дриблинге, тонкая игра в исполнении Пети стала откровением для футбольной Испании 1910-х гг. Подобные качества в сочетании с присущей Пети и свойственной вообще данной эпохе жёсткостью сделали его в глазах современников практически идеальным футболистом. Одержав победу в региональном чемпионате Кастилии и Арагона 1915/16 и получив тем самым путёвку в главный футбольный турнир Испании — Кубок Короля, Рене Пети и другие футболисты «Мадрида» вписали свои имена в одну из самых славных страниц в истории клуба, каковой несомненно является уникальная четырёхматчевая серия против «Барселоны» в полуфинале турнира. Выйдя победителем из этой изнурительной дуэли, уместившейся в рамках одной недели, столичный клуб пал в финале против «Атлетика» из Бильбао (0:4).

Противостоять сильнейшему на тот момент испанскому клубу «Реал» пока не в состоянии. Однако дело не только в силе бильбаинцев: в конце концов, на один матч против фаворита можно было бы и настроиться. Главная причина разгрома кроется… в полуфинале. Соперник «Атлетика» на этой стадии, «Фортуна» из Виго, снимается с соревнования, и баски проходят в финал без борьбы. А вот нашим героям для этого приходится провести 4 (!!!) матча с «Барселоной», так как понятия «дополнительное время» тогда ещё не существует. Эта схватка растягивается на неделю. После 1:2, 4:1 и 6:6 (!!!) «Реал» всё-таки берёт верх в драматичнейшем поединке, в котором до перерыва счёт открывает знаменитый барселонский «ромпередес» (разрыватель сеток) Паулино Алькантара, а затем Сантьяго Бернабеу не реализует пенальти. Но во втором тайме у мадридцев открывается уже неизвестно какое по счёту дыхание, и они проводят четыре мяча, на что хозяева отвечают лишь одним. Это, безусловно, заслуживает уважения, но стоит ли говорить, что после такого марафона «сливочные» еле волочат ноги и, даже чудом избежав травм, в финале на барселонской «Ла Индустрии» ничего не могут возразить превосходно проведшему время и полному сил «Атлетику». По одной из версий, именно тогда и именно игроками «Реала» было придумано обидное прозвище болельщиков «Барсы» — «кулес» («задницы»). Дело в том, что, следуя на финальную игру с басками, игроки поднимали глаза и видели нависающие над их головами (это конструктивная особенность «Ла Индустрии», где трибуны не были закрыты снизу, а скамейки — слишком узкие) зады местных фанов.— Евгений Панкратов. «Белая буря над Европой»
В сезоне 1916/17 «Реал» вновь одерживает победу в региональном турнире и получает шанс реабилитироваться за прошлогоднюю неудачу в Кубке. В 1/4 финала повержена «Севилья» (8:1 и 1:2), в полуфинале взят верх над барселонской «Эспаньей» (4:1 и 1:3). «Реал» второй сезон подряд выходит в финал, где их соперником снова оказывается сильный басконский клуб — на этот раз «Аренас» из Гечо, в региональном турнире от Бискайи вырвавший путёвку на турнир как раз у соседей из Бильбао, победителей предыдущего розыгрыша. 15 мая 1917 года в переигровке финального матча Кубка Короля против «Аренаса» гол и голевая передача Рене Пети на 75-й и 113-й минутах соответственно принесли «Мадриду» волевую победу (2:1) и первый национальный трофей после 1908 года. Рене — единственный в чемпионской команде футболист, не имеющий испанского подданства. Его старший брат, также успешно игравший за «Реал» с 1914 года, не смог разделить этот успех, так как был призван во французскую армию. Тяжёлое ранение, полученное Жаном Пети в ходе одного из сражений Первой мировой войны, поставило крест на его футбольной карьере.

## «Реал Унион» и сборная Франции
Рене, которому едва исполнилось 18 лет, предпочёл покинуть мадридский клуб ради близости к семье, переживающей тяжёлое время, и в конце 1917 года стал игроком футбольного клуба «Реал Унион», представляющего Ирун. В Мадрид ему, однако, приходилось наведываться по учёбе — Пети получал инженерное образование. В мае 1918 года Рене Пети в третий раз подряд играет в финале Кубка Короля, но теперь — против своих недавних одноклубников. «Мадрид» повержен (2:0), а Пети поднимает над своей головой ещё один весомый трофей. Резво начавшийся басконский этап карьеры Пети прерывается военным призывом: мировая война, уже стоившая карьеры и здоровья одному Пети, продолжается, грозя покончить с карьерой и здоровьем, а то и жизнью другого Пети. Однако участия в боевых действиях Рене принять не успел; зато угодил в футбольный клуб «Стад Борделе» (Stade Bordelais), в составе которого и числился до 1920 года.
Будучи довольно известным на родине футболистом благодаря игре за испанские клубы, Пети практически сразу же, как появилась возможность, привлекается к национальной сборной Франции. Однако энтузиазма по этому поводу не проявляет. Так или иначе, Рене Пети принял участие в двух матчах (то есть — во всех матчах своей команды) на футбольном турнире Олимпийских Игр 1920 в Антверпене, где французская сборная дошла до полуфинала и могла продолжить борьбу за медали, но отказалась от участия в матче за второе место, ставшее вакантным из-за дисквалификации вышедшей в финал Чехословакии. После Олимпиады Рене Пети вернулся в Ирун и возобновил карьеру в «Унионе». Следующие 13 лет Пети проводит в футболке клуба из Гипускоа, то и дело прерываясь на учёбу и работу по специальности. В 20-х гг. «Реал Унион» силён как никогда; клуб регулярно пробивается в главный турнир Испании, выдерживая высокую конкуренцию в басконской квалификационной зоне, Пети трижды играет в финалах Кубка Короля, и дважды приводит свою команду к завоеванию трофеев. Рене — оплот этой команды, её лидер и главная звезда; он помогает выйти на новый игровой уровень выступающему вместе с ним Луису Регейро и является объектом подражания для других начинающих футболистов, судьба которых оказалась связанной в это время с ирунским клубом. Отказавшись из-за угрозы двухлетней дисквалификации со стороны испанской федерации футбола прибыть в 1924 году в расположение сборной Франции, готовящейся к футбольному турниру Олимпийских Игр в Париже, Пети поставил точку в своей международной карьере.
В 1929 году «Унион» занимает предпоследнее, девятое место в дебютном сезоне испанской Примеры, остановившись в шаге от вылета в Сегунду; два следующих чемпионата клуб из Ируна финиширует шестым и седьмым, но уже сезон 1931/32, перед началом и по ходу которого команда потеряла многих своих лучших игроков, завершается 10-й строчкой и вылетом в дивизион рангом ниже. С конца 20-х гг. Пети играет когда придётся, отвлекаясь на всё более захватывающие его инженерные проекты, но, тем не менее, вторым дивизионом не брезгует, хотя уже и не приносит пользы, как в лучшие годы. В 1933 году, после второго безнадёжного сезона в низшем дивизионе, Рене Пети завершил карьеру игрока.

## После футбола
Несмотря на почти двадцатилетнюю футбольную карьеру, в том числе — в одном из лучших клубов Испании, а также при наличии серьёзных командных достижений и личных заслуг в модернизации спорта номер один, игра в футбол для Рене Пети никогда не была приоритетным занятием. Уже после окончания футбольной карьеры Пети прославился как талантливый инженер, многое сделавший для восстановления дорожных и гидротехнических объектов в пострадавшей от гражданской войны Стране Басков.
В 1934 году дипломированный специалист Рене Пети приступает к работе над сооружением водохранилища Иеса (провинция Гипускоа). Из-за гражданской войны её пришлось прервать, а сам Пети, заподозренный новыми властями в связях с повстанцами, был выслан во Францию. В 1937 году он вернулся в Ирун и даже стал посредником в переговорах между правительством Франко и футболистами сборной Страны Басков, не принявшими падение республики и участвовавшими в знаменитом благотворительном турне по Европе. После войны Пети работал над некоторыми дорожно-транспортными проектами в Фуэнтеррабиа; также он принял участие в восстановлении в Бильбао разрушенных войной моста Ареналь и водохранилища Эбро. Затем вернулся к главному проекту своей жизни — Иесе. В 1950-х гг. Пети уже в качестве главного инженера завершал строительство по собственному проекту, принятому вместо изначального ещё в начале 1940-х. Водохранилище Иеса, торжественно открытое в 1959 году, стало важнейшим гидротехническим сооружением Арагона и Наварры, а Рене Пети — одним из самых уважаемых людей в Стране Басков. В 1959—1969 гг. занимал должность начальника общественных работ в провинции Гипускоа, а после выхода на пенсию был награждён Орденом Большого Креста за выдающиеся гражданские заслуги. Последние годы жизни провёл в Фуэнтеррабиа.

## Награды и достижения
Реал Мадрид
- Обладатель Кубка Короля: (1) 1917
- Чемпион Кастильи и Арагона: (2) 1915/16, 1916/17

 Реал Унион
- Обладатель Кубка Короля: (3) 1918, 1924, 1927
- Чемпион Гипускоа: (7) 1920/21, 1921/22, 1923/24, 1925/26, 1927/28, 1929/30, 1930/31
- Чемпион Бискайи: (1) 1917/18